# 하세가와 요시유키
하세가와 요시유키(일본어: 長谷川 祥之, 1969년 2월 11일 ~ )는 일본의 전 축구 선수이다.

## 구단 경력
1991년 일본 사커 리그의 혼다 기연에 입단했다. 1992년 J1리그의 가시마 앤틀러스로 이적했다. 2003년까지 261경기에 출전하여, 89득점을 넣었다. 4번의 J1리그 우승을 차지했다. 2003년 현역 은퇴.

## 국가대표팀 경력
그는 1995년 2월 15일 오스트레일리아과의 경기에서 일본 국가대표팀에 데뷔했다. 그는 1996년까지 국제 A매치 통산 試경기에 출전했다.

## 통계
| 일본 | 일본 | 일본 |
| 연도 | 출전 | 득점 |
| ---- | ---- | ---- |
| 1995 | 4    | 0    |
| 1996 | 2    | 0    |
| 통산 | 6    | 0    |